# Xianghai (sockenhuvudort i Kina, Jilin Sheng, lat 45,03, long 122,35)
Xianghai (kinesiska: 向海, 向海蒙古族乡) är en sockenhuvudort i Kina. Den ligger i provinsen Jilin, i den nordöstra delen av landet, omkring 260 kilometer nordväst om provinshuvudstaden Changchun. Antalet invånare är 23 228. Befolkningen består av 11 413 kvinnor och 11 815 män. Barn under 15 år utgör 15,0 %, vuxna 15-64 år 78 %, och äldre över 65 år 6,0 %.
Runt Xianghai är det ganska glesbefolkat, med 40 invånare per kvadratkilometer. Det finns inga andra samhällen i närheten. Trakten runt Xianghai består i huvudsak av gräsmarker.
Genomsnittlig årsnederbörd är 524 millimeter. Den regnigaste månaden är juli, med i genomsnitt 123 mm nederbörd, och den torraste är januari, med 5 mm nederbörd.